# Julie Bresset
Julie Bresset (Saint-Brieuc, 9 de junho de 1989) é uma ciclista francesa.

## Jogos Olímpicos
Em 11 de agosto de 2012, no circuito de mountain bike de Hadleigh Farm, Essex, Bresset venceu a corrida da Olimpíadas de Londres com 1 minuto e 2 segundos à frente de Sabine Spitz da Alemanha e 1 minuto e 8 segundos sobre Georgia Gould, dos Estados Unidos tornando-se a mais jovem vencedora da disciplina e a primeira campeã olímpica francesa de mountain bike.